# (300131) 2006 VU50
(300131) 2006 VU50 es un asteroide perteneciente al cinturón de asteroides descubierto el 10 de noviembre de 2006 por el equipo del Spacewatch desde el Observatorio Nacional de Kitt Peak, Arizona, Estados Unidos.

## Designación y nombre
Designado provisionalmente como 2006 VU50.

## Características orbitales
2006 VU50 está situado a una distancia media del Sol de 3,088 ua, pudiendo alejarse hasta 3,769 ua y acercarse hasta 2,407 ua. Su excentricidad es 0,220 y la inclinación orbital 19,01 grados. Emplea 1982,50 días en completar una órbita alrededor del Sol.
Los próximos acercamientos a la órbita de Júpiter se producirán el 19 de marzo de 2113 y el 12 de octubre de 2183.

## Características físicas
La magnitud absoluta de 2006 VU50 es 15,2. 